# Antonio Maccioni
Antonio Maccioni (Iglesias, 10 ottobre 1671 – Córdoba, 25 luglio 1753) è stato un gesuita, missionario e scrittore spagnolo.

## Biografia

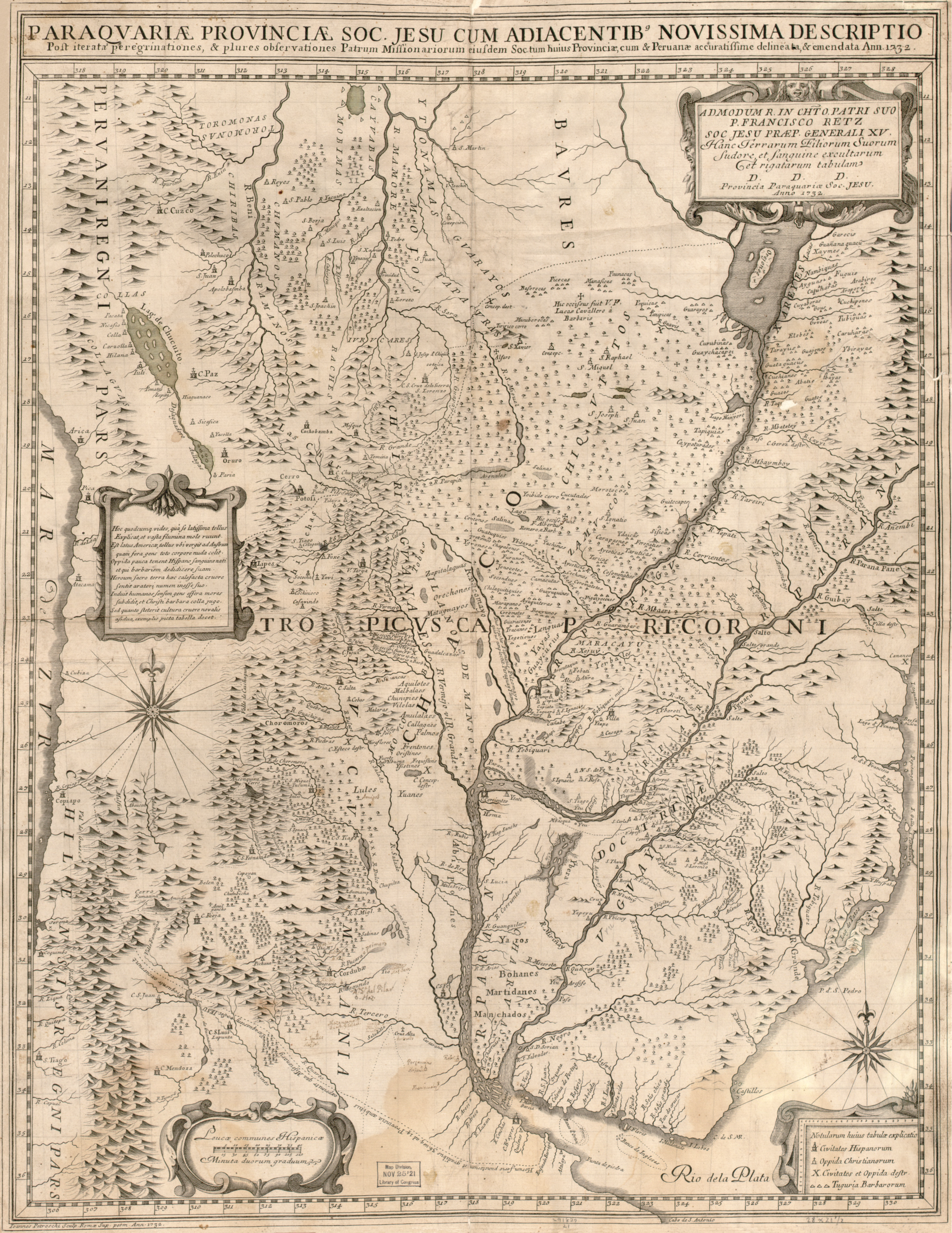
Provincia gesuitica del Paraguay nel 1732. La provincia paraguaria abbracciava l'attuale Paraguay, il nord dell'Argentina fino a Córdoba, il sud della Bolivia, parte dell'Uruguay e una porzione del sud del Brasile.

Maccioni (citato anche come Machony, Machoni o Macioni) studiò a Cagliari e in questa città entrò nella Compagnia di Gesù prendendo i primi voti religiosi nel 1690. Giunto in Argentina nel 1698, fu ordinato sacerdote nel 1701 e insegnò filosofia a Córdoba dove fu anche maestro dei novizi. Viaggiò nel Gran Chaco come cappellano delle truppe del governatore di Tucumán,  studiando le popolazioni locali, territorio, lingue e costumi, e si interessò alle riduzioni contribuendo alla fondazione di quella di Miraflores. Nel 1731 fu inviato a Roma come procuratore delle province gesuitiche del Paraguay e vi rimase fino al 1734. Rientrato a Córdoba fu nuovamente maestro dei novizi e poi, nel 1739, divenne provinciale del Paraguay sino al 1743, quando fu nominato rettore del collegio Massimo e dell'Università, carica che ricoprì fino al 1747.
Morì ultraottantenne a Córdoba.

## Attività letteraria
Nato in Sardegna durante il regno di Carlo II, scrisse tutte le sue opere in lingua spagnola, benché i suoi genitori fossero di probabile origine catalana. Il libro Las siete estrellas de la mano de Jesús, pubblicato a Córdoba nel 1732, quando l'autore era in Italia, tratta la storia di sette gesuiti sardi morti nelle missioni presso gli indios del Paraguay. Lo stesso anno fu pubblicato a Madrid un vocabolario delle lingue indigene del Tucumán contenente notizie sulle popolazioni locali.

## Opere[7]
- Las siete estrellas de la mano de Jesús, Córdoba, 1732. CUEC, Cagliari, 2008.
- Arte y vocabulario de la lengua lule y toconote, Madrid, G. Infançón, 1732. CUEC, Cagliari, 2008.
- Día virgineo o sábado mariano. Obra parthénica, exhoratoria a la devoción de la reyna de los cielos María Santísima, Córdoba, 1733.
- El nuevo superior religioso instruido en la práctica y arte de governar por varios dictamenes de la religiosa prudencia, Puerto S. María (Cádiz), R. Gómez Guiraun, 1750.